# Uila
Uila (veraltet Voila; deutsch Weilau auch Wela, siebenbürgisch-sächsisch Weele, ungarisch Vajola) ist ein Dorf im Kreis Mureș in der Region Siebenbürgen in Rumänien. Es ist Teil der Gemeinde Batoș (Botsch).

## Geographische Lage

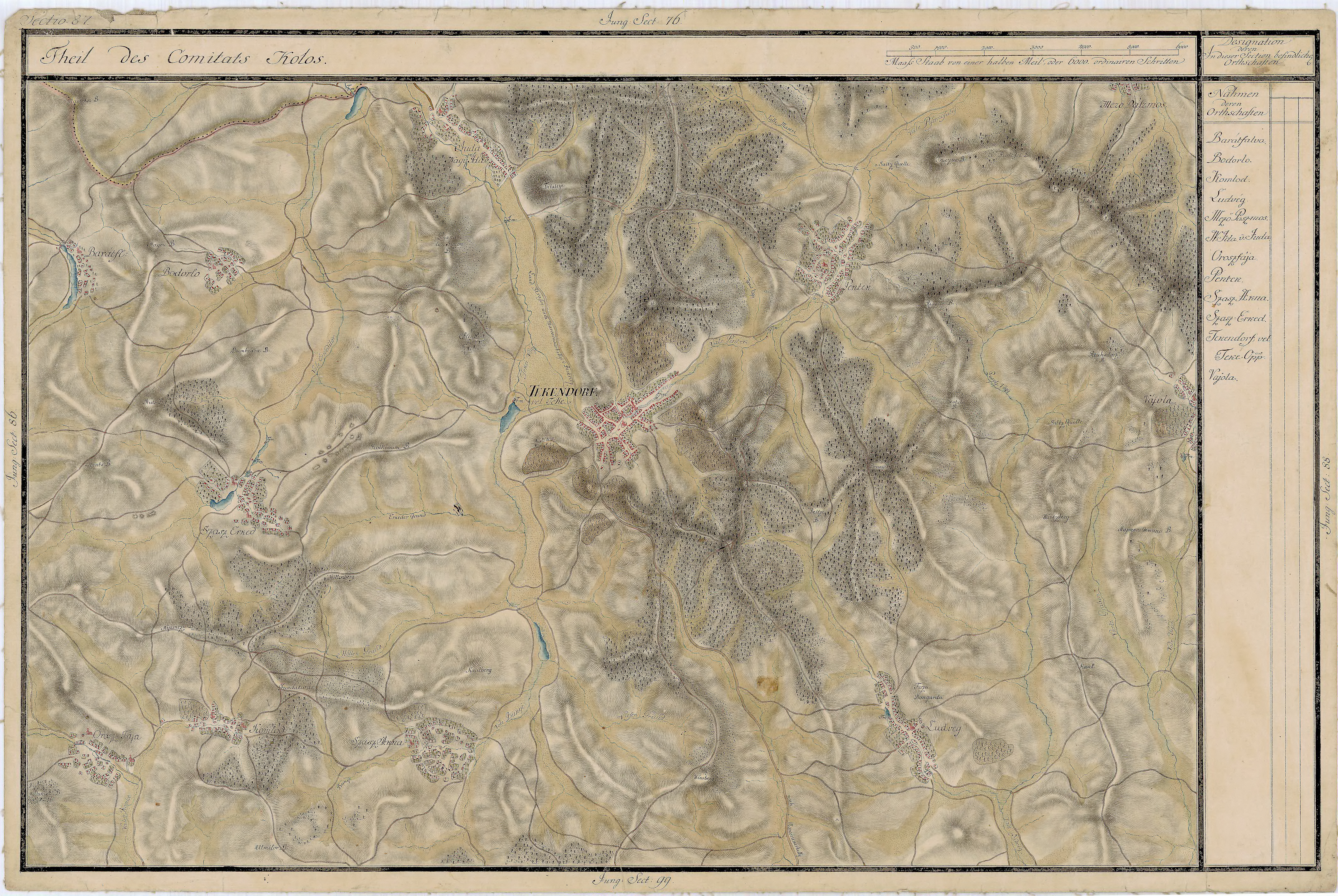
Uila; Vájola oder
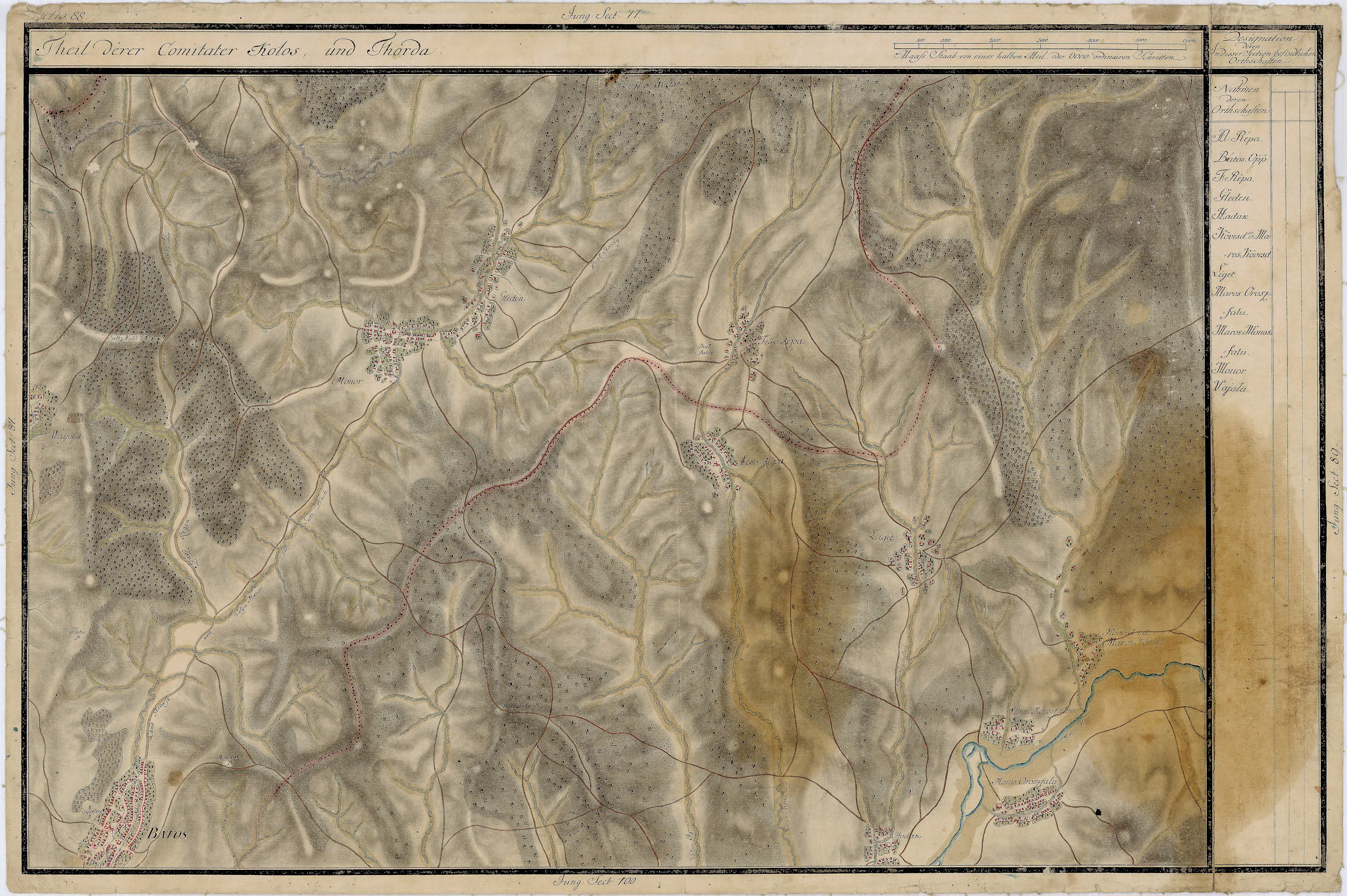
Wayola in der Josephinischen Landaufnahme (1769–1773).

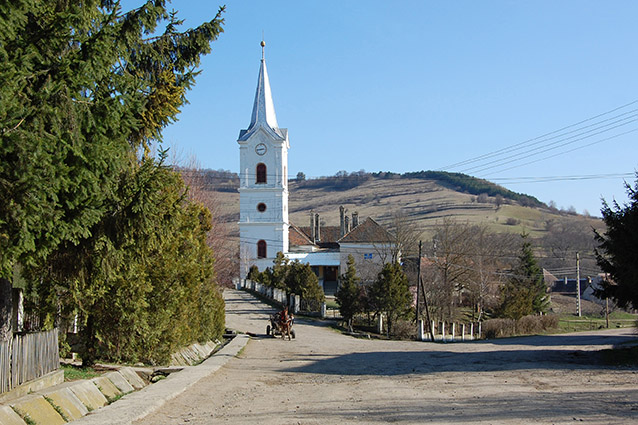
Der vom eigentlichen Kirchengebäude getrennte und in der Ortsmitte stehende Turm der evangelischen Kirche

Das Dorf befindet sich etwa im Norden der Siebenbürgischen Hochebene im sogenannten Reener Ländchen. Am gleichnamigen Bach, an der nördlichen Grenze des Kreises Mureș wo der Kreis Bistrița-Năsăud beginnt und der Dorfstraße (Drum comunal) DC 162, liegt der Ort sieben Kilometer nördlich vom Gemeindezentrum und etwa 22 Kilometer nordwestlich von Reghin (Sächsisch Regen) entfernt. Im Norden liegen die Gemeinden Șieuț (Kleinschogen), Posmuș (Paßbusch) und Pinticu (Pintac), im Westen Teaca (Tekendorf) und Logig (Ludwigsdorf), im Süden Batoș (das Gemeindezentrum) und im Osten Monor (Mindorf) im Kreis Bistrița-Năsăud.
Der höchste Berg auf dem Weilauer Hattert, Flachsberg oder Feßberich genannt, hat eine Höhe von etwa 700 m. Die drei Gassen Niddergaß, Ewerschtgaß und Ruedschgaß bilden das in einem engen Talkessel liegende Dorf, das von fast allen Seiten eng von Wäldern, Obst- und Weingärten (siehe: Weinbau in Rumänien) umgeben ist. Nur nach Süden hin ist das Tal offen, hier verläuft die einzige Verbindungsstraße nach außen zur Verwaltungsgemeinde.

## Ortsname
Laut einer Monographie der Gemeinde von Hannes Frim stammt der Name Weilau von den mittelhochdeutschen Wörtern „Well“ und „Au“ ab. Das ist die mundartliche Form „Wella“. Der Name „Wella“ bezeichnet eine runde Au oder Waldlichtung in einem abgelegenen Waldtal, wo Kampfspiele stattfanden und Opfer zu kultischen Zwecken dargebracht wurden. Diese Deutung ist ziemlich einleuchtend, wenn man in Betracht zieht, dass das Dorf Weilau recht abgeschottet ist.

## Geschichte
Auf dem Gebiet des Dorfes Weilau ist seit langen Zeiten menschliches Leben nachweisbar. So wurde zum Beispiel bei der Neuanlage eines Weinbergs in etwa zwei Meter Tiefe eine Steinhacke gefunden, die von Hannes Frim in seiner Monographie „Aufstieg und Niedergang“ sehr genau beschrieben wird. Ebenfalls erwähnt er eine Bronzeaxt und andere schmuckähnliche Steingebilde, die ähnlich wie Perlen durchbohrt waren, sowie eine Begräbnisurne mit Beigaben. Die erwähnten Gegenstände wurden keinem Zeitalter zugeordnet, befinden sich zurzeit im Brukenthal-Museum in Hermannstadt.
Wann genau die ersten deutschen Siedler (Siebenbürger Sachsen) nach Weilau kamen, ist nicht bekannt – mit großer Wahrscheinlichkeit Anfang des 13. Jahrhunderts. Die erste urkundliche Erwähnung der Gemeinde erfolgte 1228 als villa Radus (heute noch im Flurnamen Ruadesch/Ruedsch enthalten). Die zweite Nennung erfolgte 1319 als possesio Veyla, vermutlich eine später entstandene Siedlung nach dem Untergang von Radus-Ruadesch durch den Mongolensturm von 1241/42. Es ist anzunehmen, dass Weilau bei dem großen Mongolen- und Tatarensturm (1241) schon von deutschen Siedlern bewohnt war. Die mündliche Überlieferung berichtet, dass zu der Zeit die Bewohner ins Călimani-Gebirge (Kelemen-Gebirge) geflüchtet sind und am Fuß der Poiana Tomii hausten. Der Ort wird bis auf den heutigen Tag „Bei den Weilauer Öfen“ (La sobele uilenilor) genannt.
Im Laufe seiner Geschichte ist Weilau mehrmals von verheerenden Feuersbrünsten heimgesucht worden, wobei das Dorf zum Teil, einmal jedoch ganz niedergebrannt ist. Die letzte große Feuersbrunst vernichtete im Jahre 1892 die Ruedschgaß. Das Feuer wurde durch spielende Kinder verursacht. Während einer früheren Brandkatastrophe am Anfang des 18. Jahrhunderts fiel auch das Pfarrhaus den Flammen zum Opfer. Mit dem Pfarrhaus sind sämtliche schriftliche Aufzeichnungen und Bücher verbrannt. Diesem Umstand ist es zuzuschreiben, dass über die fernere Vergangenheit von Weilau keine schriftlichen Aufzeichnungen vorhanden sind. In den über 800 Jahren, in denen Weilau hauptsächlich von siebenbürgisch-sächsischer Bevölkerung bewohnt war, gab es ein wirtschaftliches Auf und Ab, wie in anderen Teilen der Welt auch. Die hauptsächliche Erwerbstätigkeit der Einwohner bis zur Jahrhundertwende bestand im Weinbau, Landwirtschaft und Viehzucht (vor allem Ochsenmast und Schafzucht). Davon zeugt auch das älteste Gemeindesiegel mit der Aufschrift „GEMEINDE WEHLA“ mit zwei Singdrosseln auf einem Weinstock sitzend.
Ein schwerer wirtschaftlicher Einschnitt war die Vernichtung der Weinberge durch die Reblaus nach 1900, was sich auf die wirtschaftliche Lage nachteilig auswirkte, so dass einige Bewohner von Weilau in den USA und in Kanada ansässig wurden, wo sie eigene Farmen gründeten. Auch der Erste Weltkrieg kostete die Gemeinde Opfer, das bezeugt eine weiße Marmor-Gedenktafel im Chorraum der Kirche.
Der Zweite Wiener Schiedsspruch hatte für Siebenbürgen, erstmals seit Deutsche dort wohnten, eine Teilung zur Folge. Das mittlere und südliche Siebenbürgen blieb rumänisches Staatsgebiet, während Nordsiebenbürgen mit dem Szeklerzipfel, der bis einige Kilometer vor Brașov (Kronstadt) reichte, Ungarn zugesprochen wurde. So gab es auch in Weilau, das zu Nordsiebenbürgen gehört, zwischen den Jahren 1940–1944 eine Sonderentwicklung, die dann am 12. September 1944 zur Flucht der deutschen Bevölkerung führte. Zur Zeit der Evakuierung im Herbst 1944 lebten in Weilau etwa 640 Siebenbürger Sachsen, zwei rumänische Familien, etwa 150 Zigeuner (evangelischen Bekenntnisses) und eine jüdische Familie (bis zu ihrer Internierung im Frühjahr 1944).
Aufgrund der vorrückenden Front im Herbst 1944, erteilte die deutsche Wehrmacht am 11. September den Befehl zum Rückzug. Am darauf folgenden Vormittag hatte der Auszug zu beginnen. Die Pferdewagenkolonnen gelangten am 22. Oktober 1944 nach Niederösterreich in die Umgebung des Städtchens Hainfeld, Kreis Lilienfeld, wo die zweite Wagenkolonne mit den langsameren Hornviehgespannen zwei Wochen später eintraf. Als im Frühjahr 1945 die Front abermals in bedrohliche Nähe heranrückte, entschloss sich etwa die Hälfte der Weilauer zum weitertrecken in Richtung Oberösterreich. Die andere Hälfte blieb in Niederösterreich zurück. Nach dreiwöchigem Marsch gelangte dieser zweite Treck in die Nähe von Vöcklabruck, wo viele Weilauer am Attersee und dessen näheren und weiteren Umgebung (Rosenau, Timelkam und der Salzburger Gegend) ansässig wurden.
Nach dem Einmarsch der Roten Armee in Österreich im Frühjahr 1945 kamen die in Niederösterreich Verbliebenen in sowjetische Besatzungszone und mussten auf Aufforderung der Russen in die alte Heimat, nach Weilau, zurückkehren. Das war etwa ein Drittel der ursprünglich deutschen Bevölkerung vor dem Krieg, ca. 270 Personen. Den Heimkehrern erging es auch in Weilau so wie in vielen anderen nordsiebenbürgischen Gemeinden: Die Häuser waren besetzt von Kolonisten, die Siebenbürger Sachsen wurden enteignet und in Arbeitslager gesteckt. Manche wurden an der rumänischen Grenze in Oradea (Großwardein) abgefangen und in die Sowjetunion zur Zwangsarbeit verschleppt.
Viele Deutsche aus Weilau, wie in den übrigen Gemeinden Nordsiebenbürgens, entschieden sich seit den 1970er Jahren zur Auswanderung nach Deutschland. Heute wird die evangelische Gemeinde, die immer noch existiert, von den ansässigen Zigeunern getragen, welche auch die Kirche nutzen und sich als „evangelische Zigeuner“ bezeichnen.

## Bevölkerung
Die Bevölkerung der heutigen Gemeinde Uila entwickelte sich wie folgt:
| Volkszählung | Volkszählung | Ethnische Zusammensetzung | Ethnische Zusammensetzung | Ethnische Zusammensetzung | Ethnische Zusammensetzung |
| Jahr         | Bevölkerung  | Rumänen                   | Ungarn                    | Deutsche                  | andere                    |
| ------------ | ------------ | ------------------------- | ------------------------- | ------------------------- | ------------------------- |
| 1850         | 890          | -                         | -                         | 854                       | 63                        |
| 1900         | 926          | 50                        | 8                         | 868                       | -                         |
| 1941         | 869          | 50                        | 3                         | 677                       | 139                       |
| 1977         | 746          | 190                       | 194                       | 238                       | 124                       |
| 2002         | 602          | 215                       | 175                       | 12                        | 200                       |
| 2011         | 528          | 200                       | 149                       | 8                         | 171 (163 Roma)            |

Seit 1850 wurde in Uila die höchste Einwohnerzahl und die der Rumäniendeutschen 1900 ermittelt. Die höchste Anzahl der Roma (179) und die der Rumänien wurde 2002 und die der Magyaren (214) 1966 registriert.

## Quelle
- Geschichte der Gemeinde Weilau